# Ароне
Ароне (итал. Arrone) је насеље у Италији у округу Терни, региону Умбрија.
Према процени из 2011. у насељу је живело 1520 становника. Насеље се налази на надморској висини од 248 м.

## Становништво
Према резултатима пописа становништва 2011. у општини је живело 2.839 становника.
| 1931. | 1936. | 1951. | 1961. | 1971. | 1981. | 1991. | 2001. | 2011. |
| ----- | ----- | ----- | ----- | ----- | ----- | ----- | ----- | ----- |
| 2.858 | 2.950 | 3.637 | 3.013 | 2.624 | 2.669 | 2.748 | 2.696 | 2.839 |